# Phaonia rufivulgaris
Phaonia rufivulgaris este o specie de muște din genul Phaonia, familia Muscidae, descrisă de Xue și Wang în anul 1989. Conform Catalogue of Life specia Phaonia rufivulgaris nu are subspecii cunoscute.